# Zougot
Au sens général dans la culture judaïque, un zoug (au pluriel zougot, de l'hébreu זּוּגוֹת « paires ») désigne un couple ou une paire d'objets ou d'individus de nature similaire.
L'historiographie judaïque utilise ce terme en référence aux cinq binômes de Sages d'Israël les plus importants de leur époque, associés dans la direction de la Grande Assemblée, puis du Sanhédrin.

## Les cinq Zougot de Sages d'Israël
La période des zougot (en hébreu תְּקוּפָת הַזּוּגוֹת, təqouphat hazZougôt) s'étend, au temps du Second Temple de Jérusalem, sur cinq générations de Sages, l'un en fonction de président du Sanhédrin, l'autre en qualité de vice-président avec pour titre av Beth Din. 

Dans l'historiographie rabbinique traditionnelle, la période des Zougot se situe entre la période des Hommes de la Grande Assemblée, dont la plupart des membres sont anonymes, et celle des Tannaïm, dont les enseignements sont consignés dans la Mishna, la Tossefta ou les baraïtot. Cependant, les enseignements des Zougot étant eux-mêmes consignés dans la Mishna (dans les Pirke Avot pour la plupart), ils sont eux-mêmes des Tannaïm.
Le dernier de ces zougot, celui de Hillel Hazaken et Shammaï Hazaken, est aussi le plus célèbre car ces maîtres ont chacun fondé les deux grandes écoles de pensée rabbinique de l'époque de la Mishna.  